# Thelyphonus florensis
Espèce
Synonymes
- Tetrabalius florensis Speijer, 1933

Thelyphonus florensis est une espèce d'uropyges de la famille des Thelyphonidae.

## Distribution
Cette espèce est endémique de Florès dans les Petites îles de la Sonde en Indonésie.

## Description
La femelle holotype mesure 33 mm.

## Étymologie
Son nom d'espèce, composé de flor[es] et du suffixe latin -ensis, « qui vit dans, qui habite », lui a été donné en référence au lieu de sa découverte, Florès.

## Publication originale
- Speijer, 1933 : Die Pedipalpi des Zoologischen Museums in Buitenzorg und die der Sammlung Dr. F. Kopstein. Zoologische Mededelingen, vol. 16, no 8, p. 67-76 (texte intégral).